# Degersen
Degersen ist eine Ortschaft der Gemeinde Wennigsen (Deister) in der Region Hannover.

## Geografie
Degersen liegt auf einer Anhöhe zwischen dem Gehrdener Berg und dem Deister. Es grenzt unmittelbar nordöstlich an den Ortsteil Wennigsen an.
Die Landesstraße L 390 durchquert den alten Ortskern und trifft am Südrand des Ortes auf die L 391, deren viel befahrene Fortsetzung nach Osten derzeit als Kreisstraße eingestuft ist.
Die von den S-Bahn-Linien S 1 und S 2 bediente Deisterbahn von Hannover nach Haste durchschneidet das Gemarkungsgebiet. Der nächstgelegene Haltepunkt ist Wennigsen.

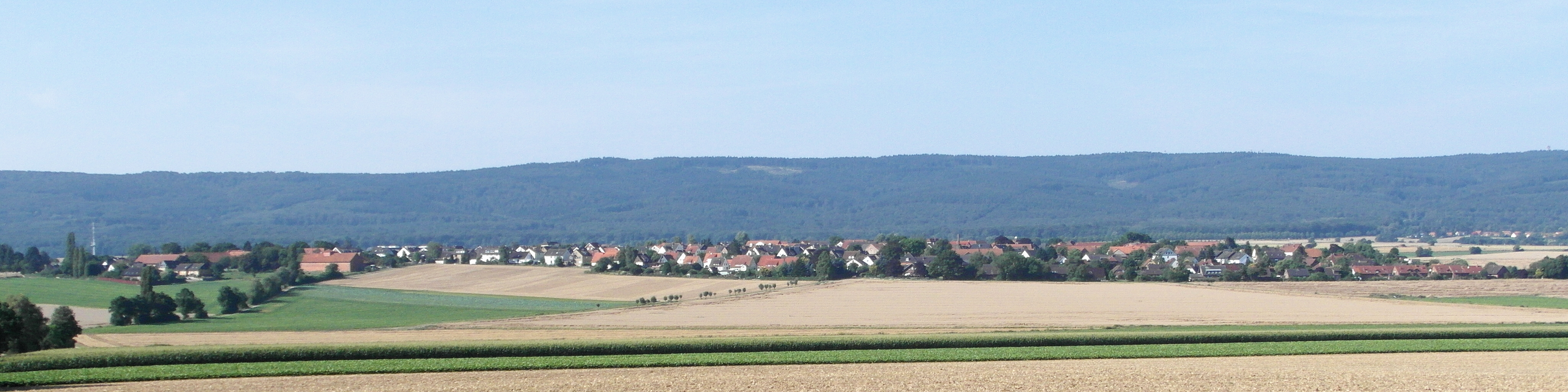
Blick vom Waldrand des Gehrdener Berg nach Südwesten auf Degersen, im Hintergrund der Deister

## Geschichte

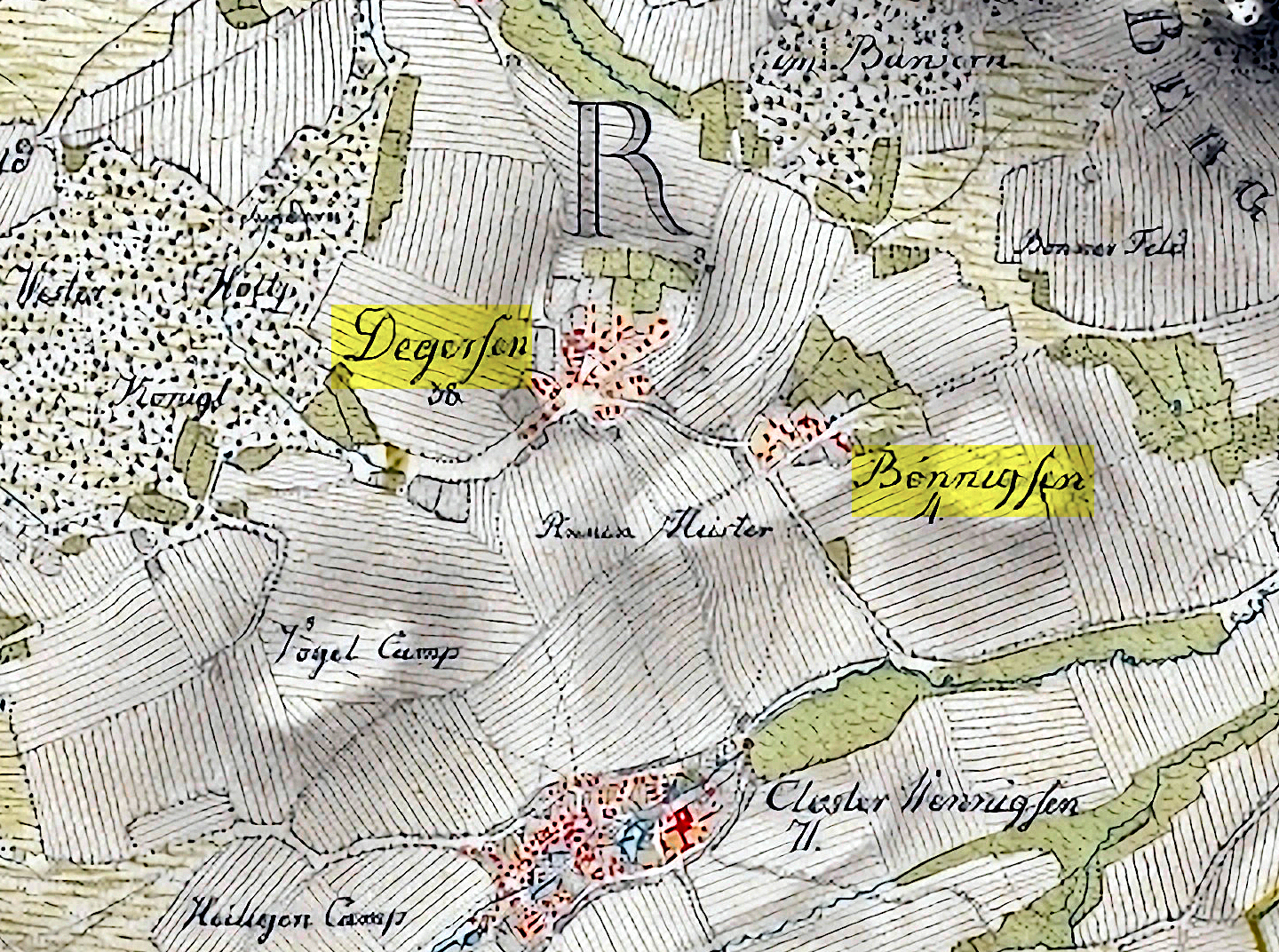
Degersen und Bönnigsen in der Kurhannoverschen Landesaufnahme, um 1780

Degersen entstand aus den Siedlungen Degersen und Bönnigsen.

### Degersen
Die Gründung Degersens fand etwa im 7. Jahrhundert statt. Urkundlich erstmals erwähnt wird Degersen im Jahre 1216 in einer Bulle des Papstes Innozenz unter dem Namen „Danquardessen“, vermutlich nach einem Gründer „Danquard“. Die den alten Ortskern durchquerende Hauptverkehrsstraße ist nach ihm als Danquardstraße benannt. In Urkunden des Klosters Wennigsen aus den Jahren 1235 und 1360 wird der Ort dann „Degherdessen“ genannt.

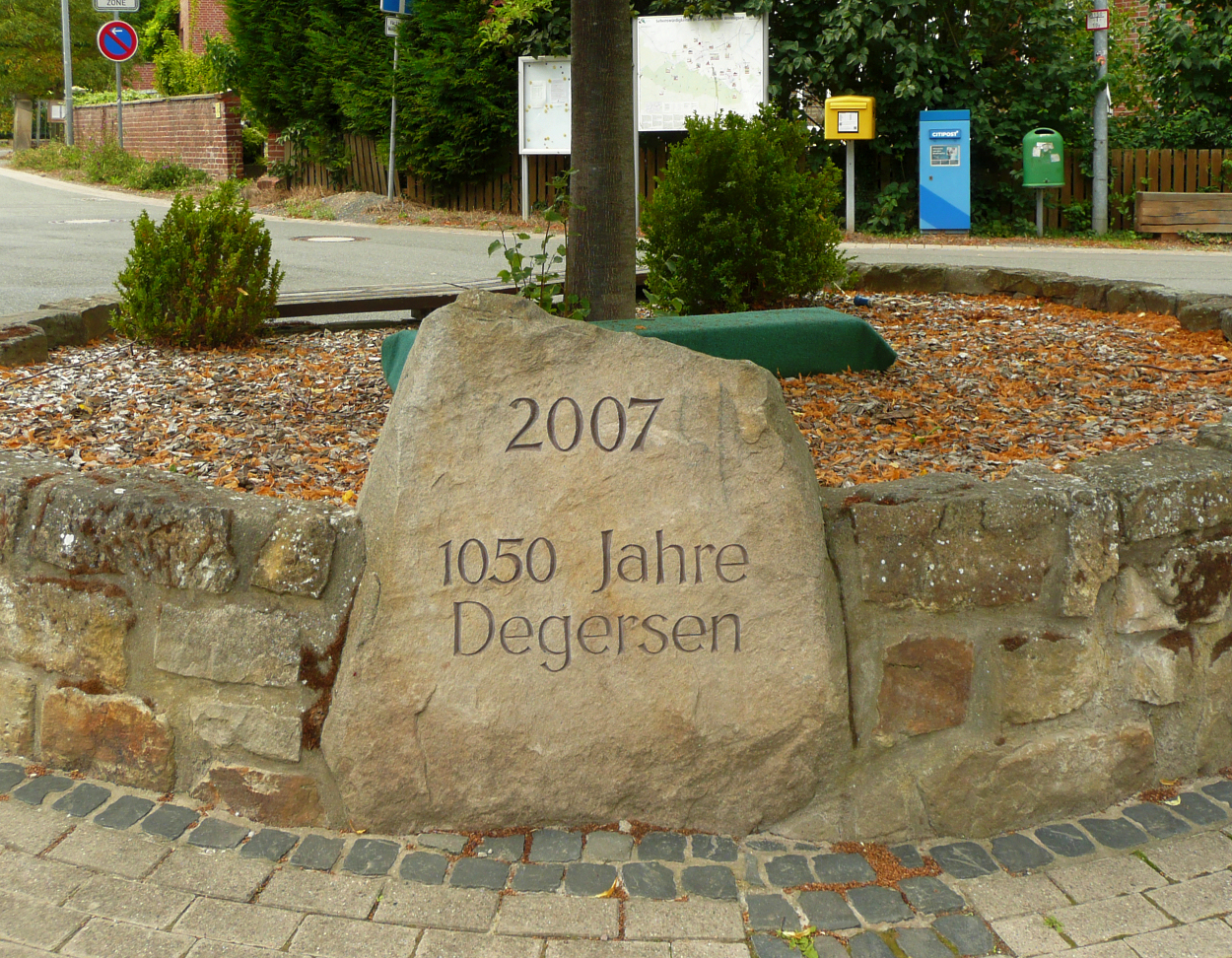
Gedenkstein zum 1050-jährigen Ortsjubiläum 2007
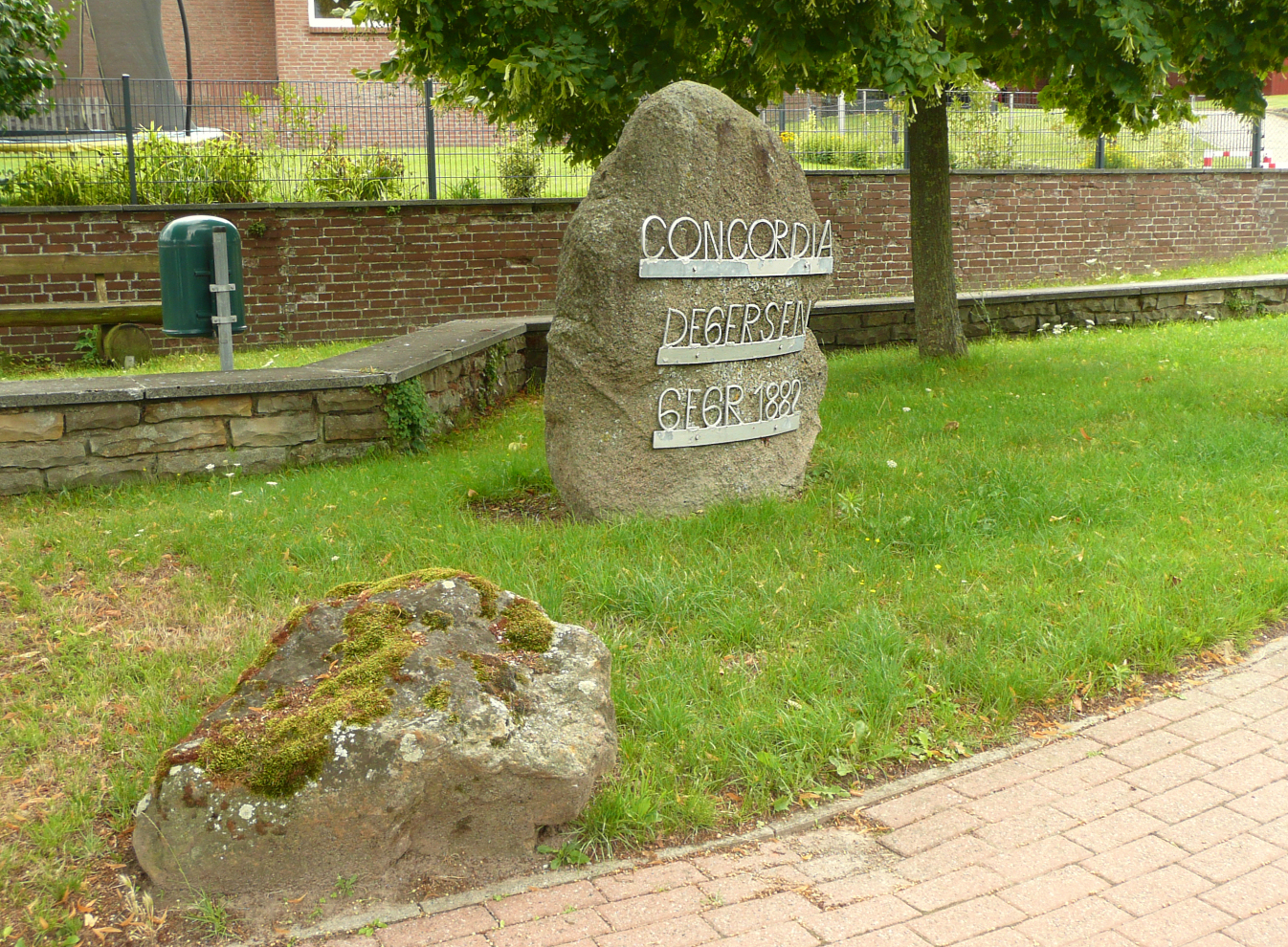
Gedenkstein zum 1882 gegründeten Gesangverein Condordia
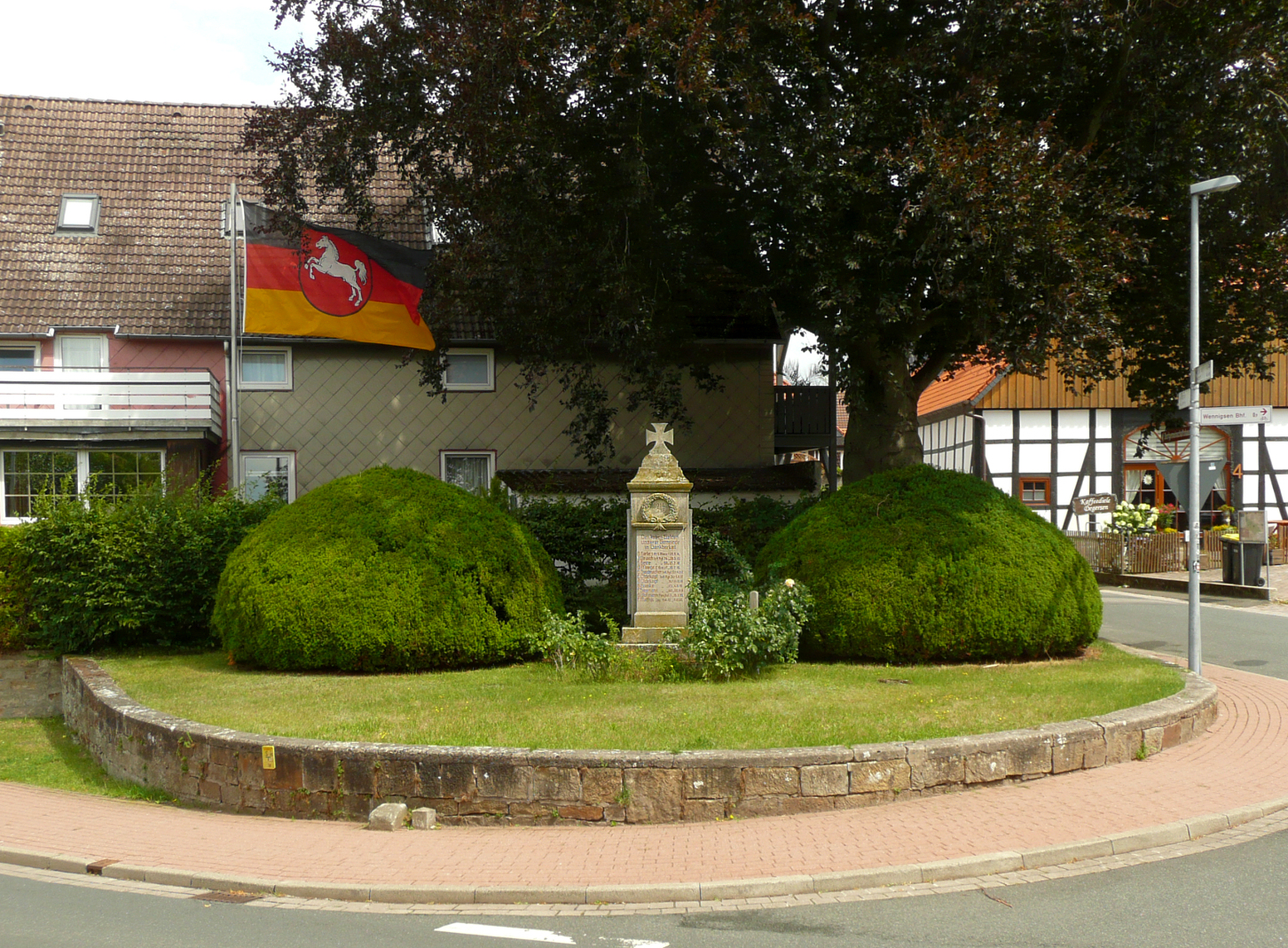
Kriegerdenkmal zum Ersten Weltkrieg
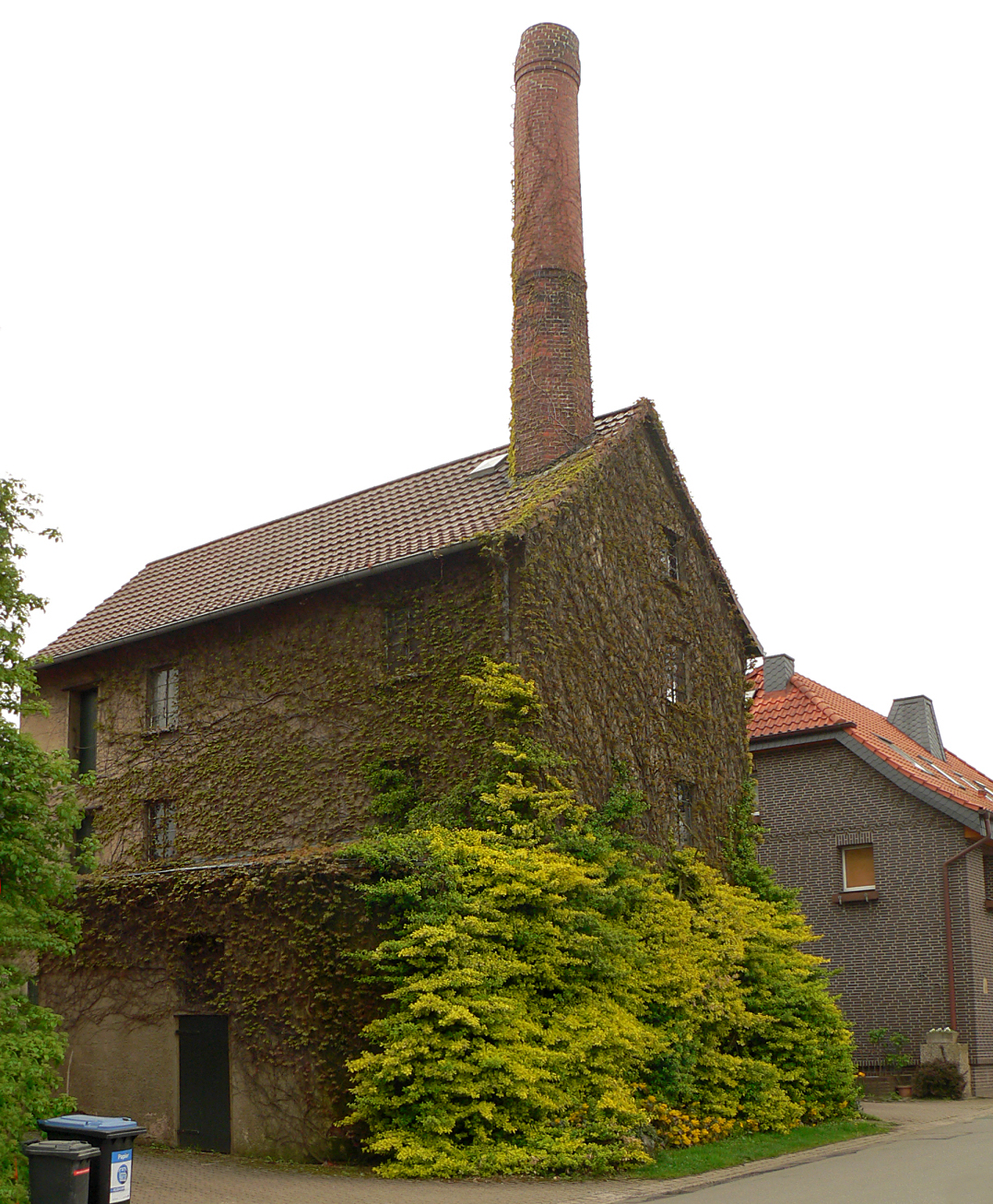
Ehemalige Kornbrennerei in Degersen

### Bönnigsen

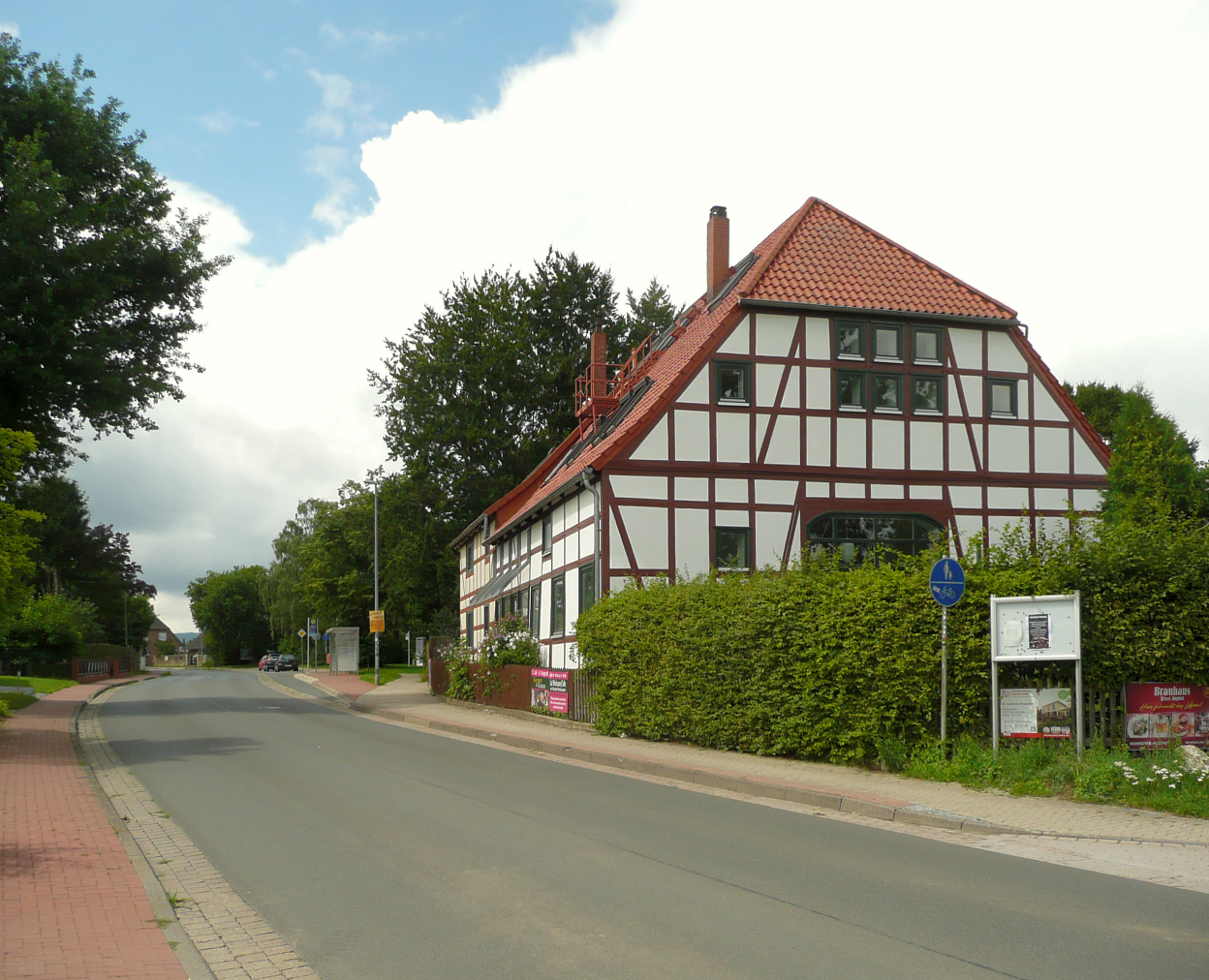
Fachwerkhäuser im Ortsteil Bönigsen

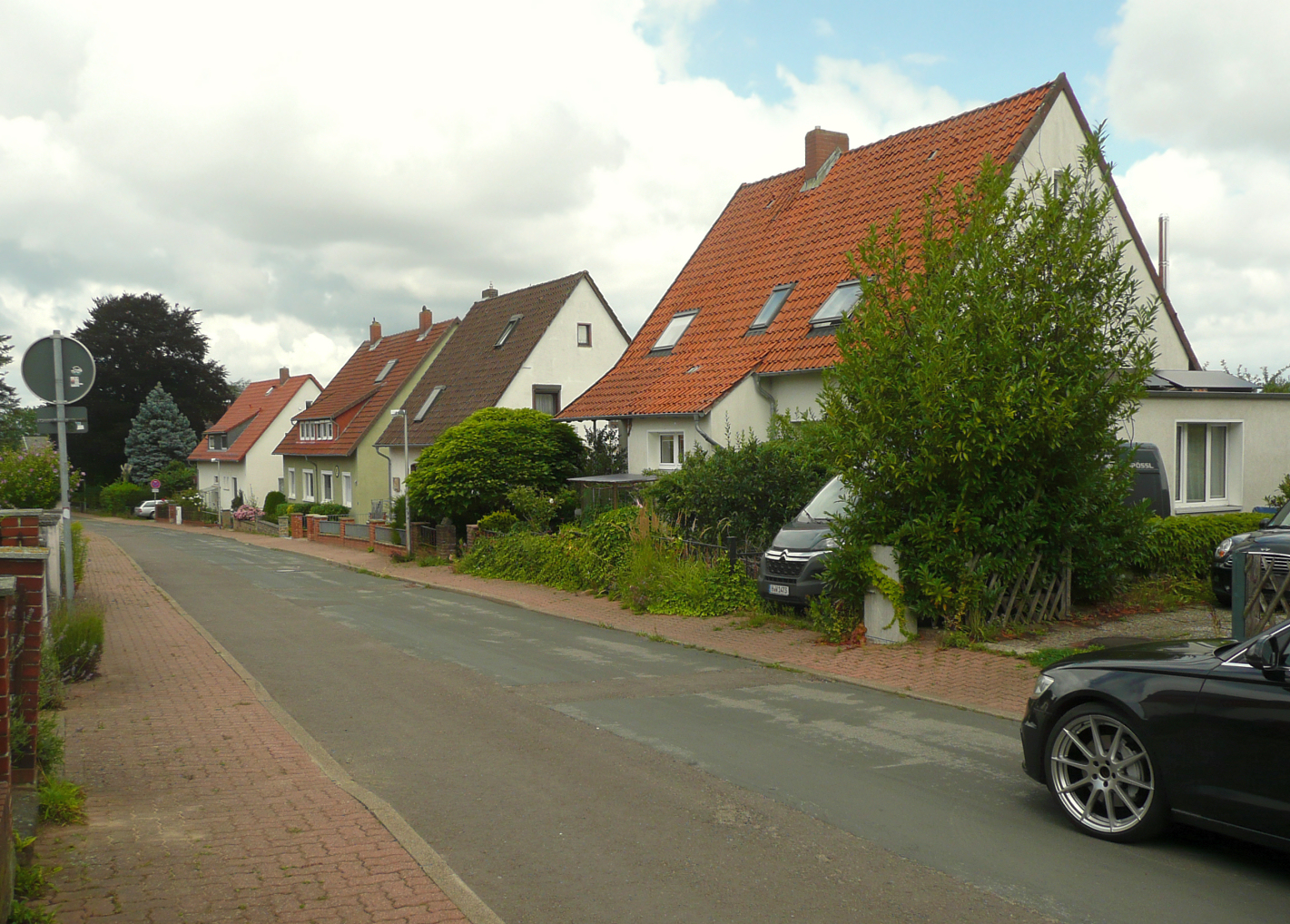
Siedlungshäuser zwischen Bönigsen und Degersen

Bönnigsen ist ein im Osten gelegener Ortsteil von Degersen. Urkundlich erwähnt wurde Bönnigsen erstmals im Jahre 1238 unter dem Namen „Boningissen“ oder „Bonincgesen“ vermutlich nach einem Ortsgründer namens Bono oder Buno. Im Mittelalter war Bönnigsen Sitz eines Gohgerichts, ab dem 15. Jahrhundert dann einer Vogtei, der neben Bönnigsen auch die Dörfer Wennigsen, Degersen, Weetzen, Egestorf, Kirchdorf, Lemmie, Redderse und Sorsum unterstanden. Als Schulgemeinde bilden beide Ortsteile seit 1643 eine Einheit. Im Jahre 1817 ging die Vogtei im Amt Wennigsen auf.
1928 wurde Bönnigsen in Degersen eingemeindet. Erst in den 1950er und 1960er Jahren wuchsen die Dörfer unter anderem durch Zuzug vieler Heimatvertriebener und Neubauten zwischen Degersen und Bönnigsen allmählich zusammen.
Im Rahmen der Gebietsreform wurde Degersen im Jahre 1970 Teil der Gemeinde Wennigsen (Deister).
Durch mehrere Baugebiete hat sich die Einwohnerzahl seitdem nochmals etwa verdoppelt.

## Politik
Ortsbürgermeister ist seit Mai 2024 Dirk Sennholz (SPD).

### Wappen
Das Wappen zeigt schräg dreigeteilt außen grün unterlegt eine goldene Ähre und ein goldenes Eichenblatt. In der Mitte auf Silber einen roten Schlüssel.

## Kultur und Sehenswürdigkeiten
Eine Initiative in den späten 1980ern zum Bau einer ökumenischen Kapelle führte bisher zur Beschaffung eines Grundstücks, des sogenannten Kapellengartens.
Degersen hatte seit 1643 eine eigene Volksschule. Der Schulbetrieb wurde 1971 eingestellt.
Zu den Einrichtungen der öffentlichen Infrastruktur gehören ein Regelkindergarten sowie ein sonderpädagogischer Kindergarten, der in der alten Volksschule untergebracht ist.
Als Anziehungspunkte der Naherholung gelten der Rehrenborn mit seinem Naturdenkmal, einer rund 250 Jahre alten Eiche, sowie der Kapellengarten. Beide werden vom örtlichen Heimatbund betreut.

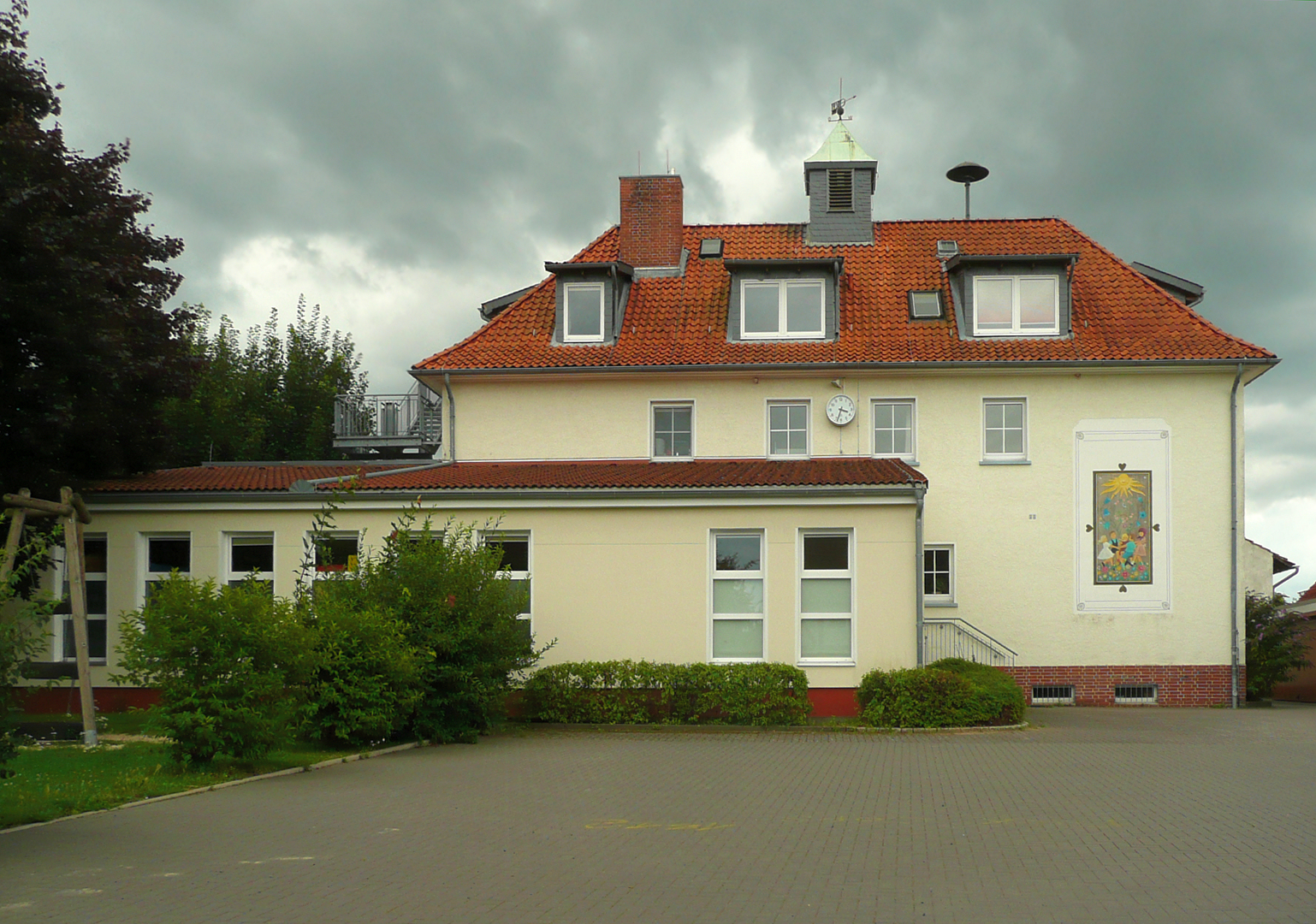
Ehemalige Volksschule Degersen, erbaut 1949–50
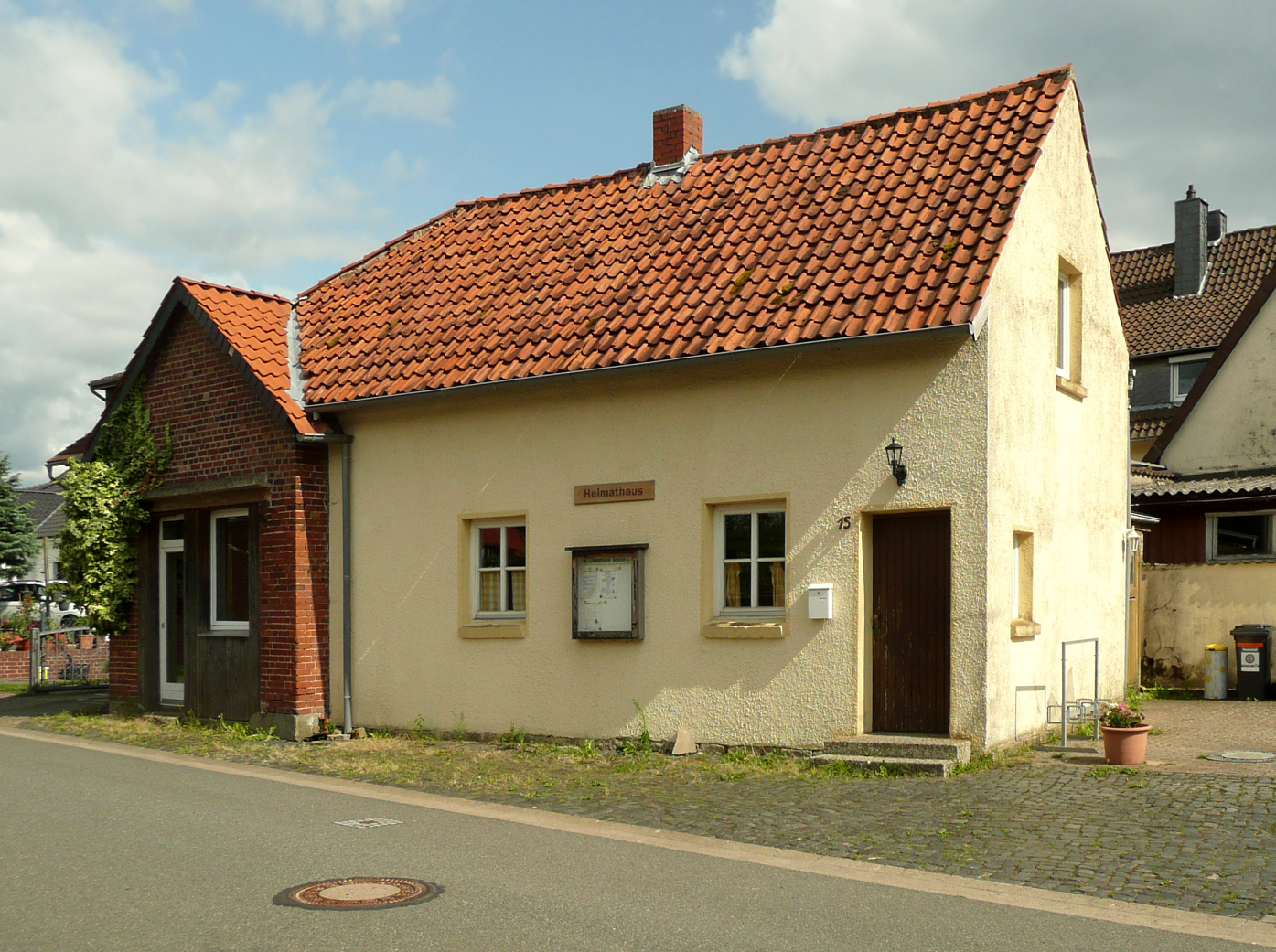
Heimathaus im früheren Feuerwehrgerätehaus von 1900
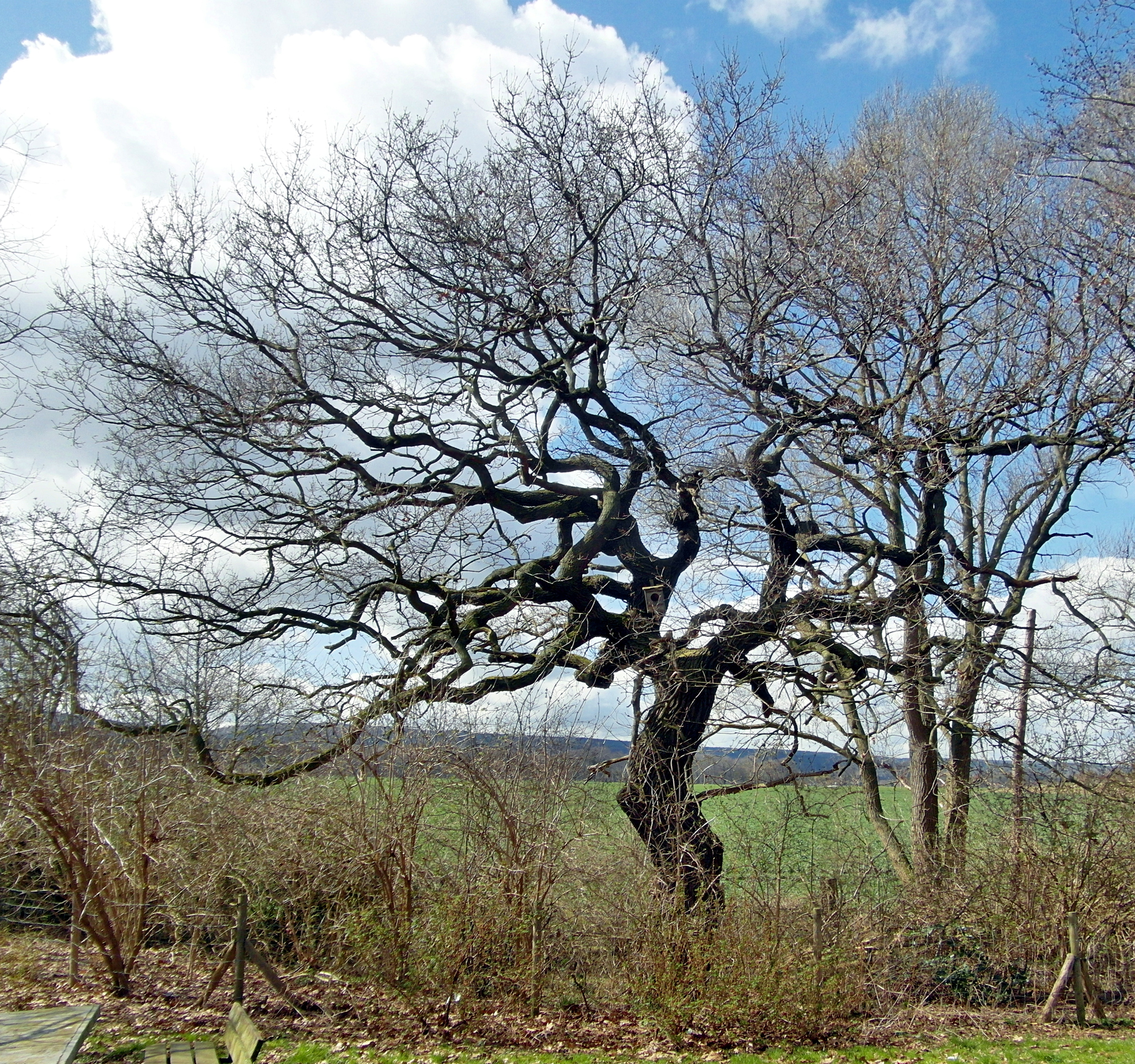
Rehrenborn-Eiche
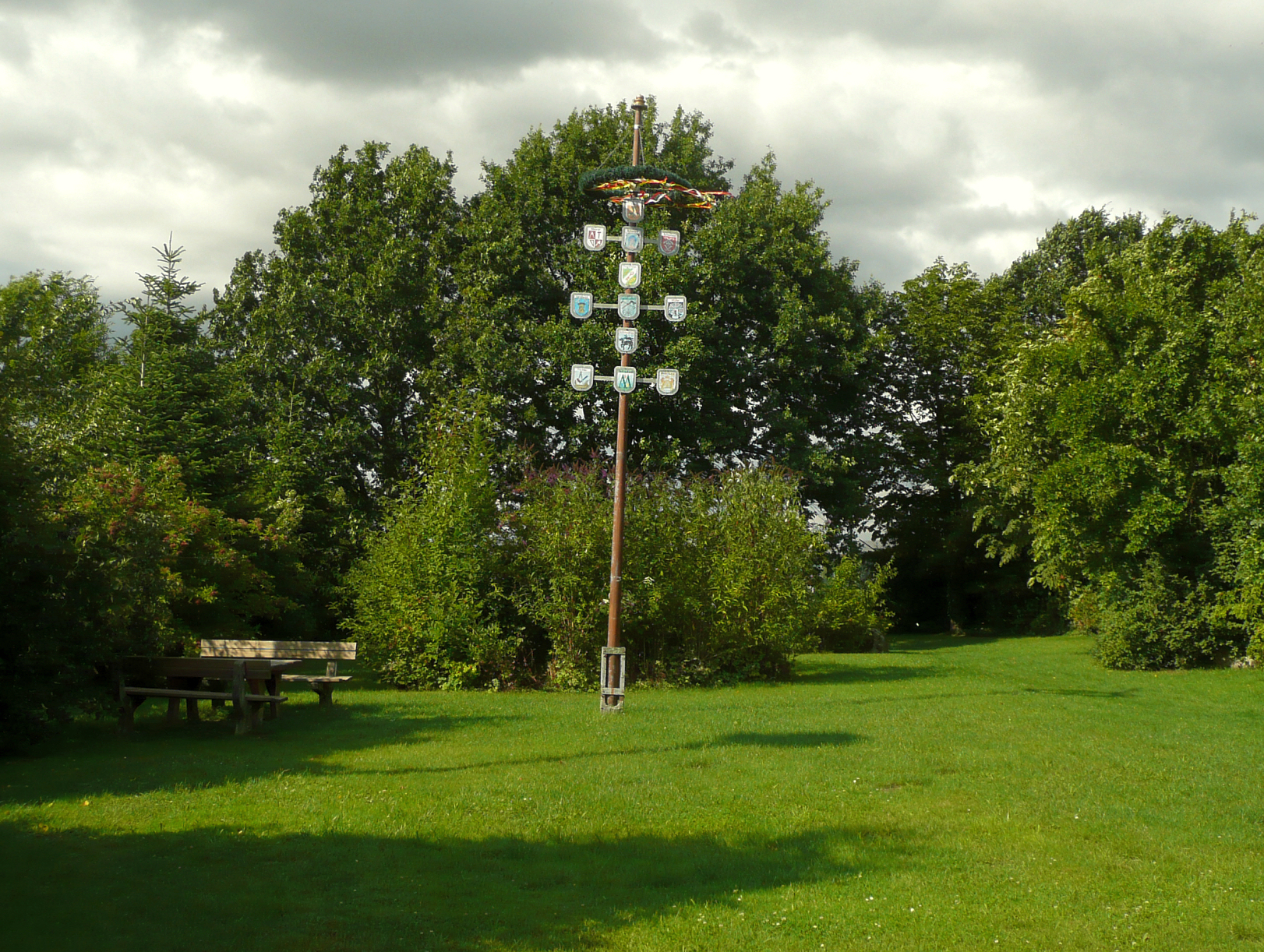
Kapellengarten mit Maibaum

### Baudenkmäler
- Liste der Baudenkmale in Degersen

### Regelmäßige Veranstaltungen

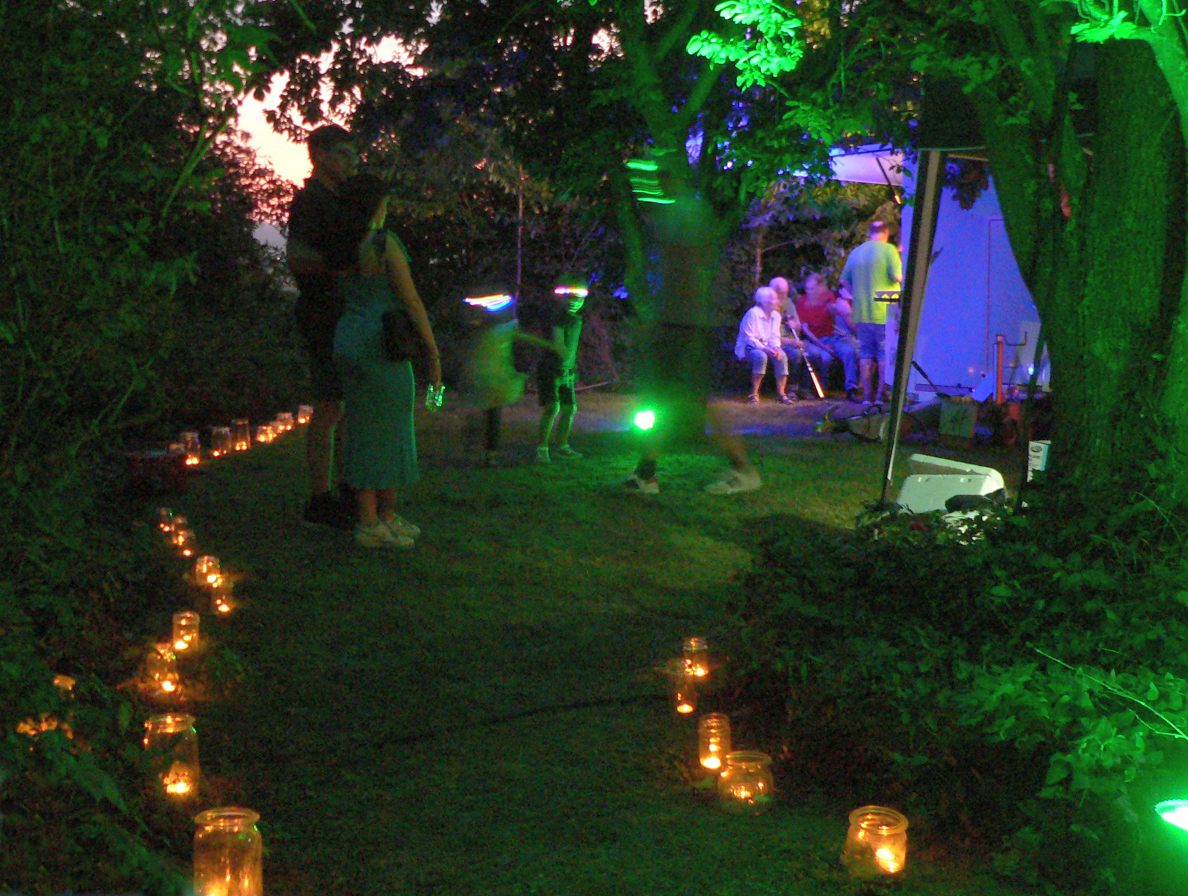
Lichterfest im Kapellengarten

Alle drei Jahre findet im Kapellengarten ein Lichterfest mit 10.000 Teelichtern und Musikauftritten statt. 2022 fiel die Veranstaltung wegen der COVID-19-Pandemie aus und fand erst 2025 wieder statt.

## Persönlichkeiten
- Fritz Garbe (1891–1970), ev. Geistlicher und Kirchenhistoriker
- Johann Dietrich Lendorf (1743–1815), deutscher Holzknecht